# Cox's Bazar
Cox's Bazar (in bengali কক্সবাজার, Kôksbajar; ) è una città del Bangladesh appartenente alla divisione di Chittagong; è situata presso il Golfo del Bengala, a 150 km a sud di Chittagong. È conosciuta anche con il nome di "Panowa", la cui traduzione letterale è "fiore giallo", o con l'antica denominazione di "Palongkee".

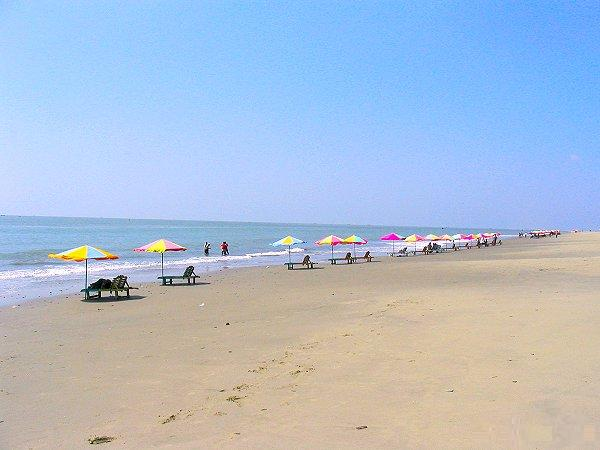
Spiaggia di Cox's Bazar

La spiaggia di Cox's Bazar si estende in lunghezza per oltre 120 km: il primo tratto di costa comincia nei pressi della foce del fiume Bakkhali e giunge fino a Teknaf. La spiaggia, raggiungibile da Chittagong in macchina, in treno o in aereo, costituisce la principale attrazione turistica del paese, vedendo una presenza sempre maggiore di turisti stranieri. La spiaggia principale di fronte alla città di Cox's Bazar si chiama Laboni.
Nel suo territorio vi è il più grande campo profughi mondiale Kutupalong, ospitante le persone rohingya in fuga dal Myanmar.

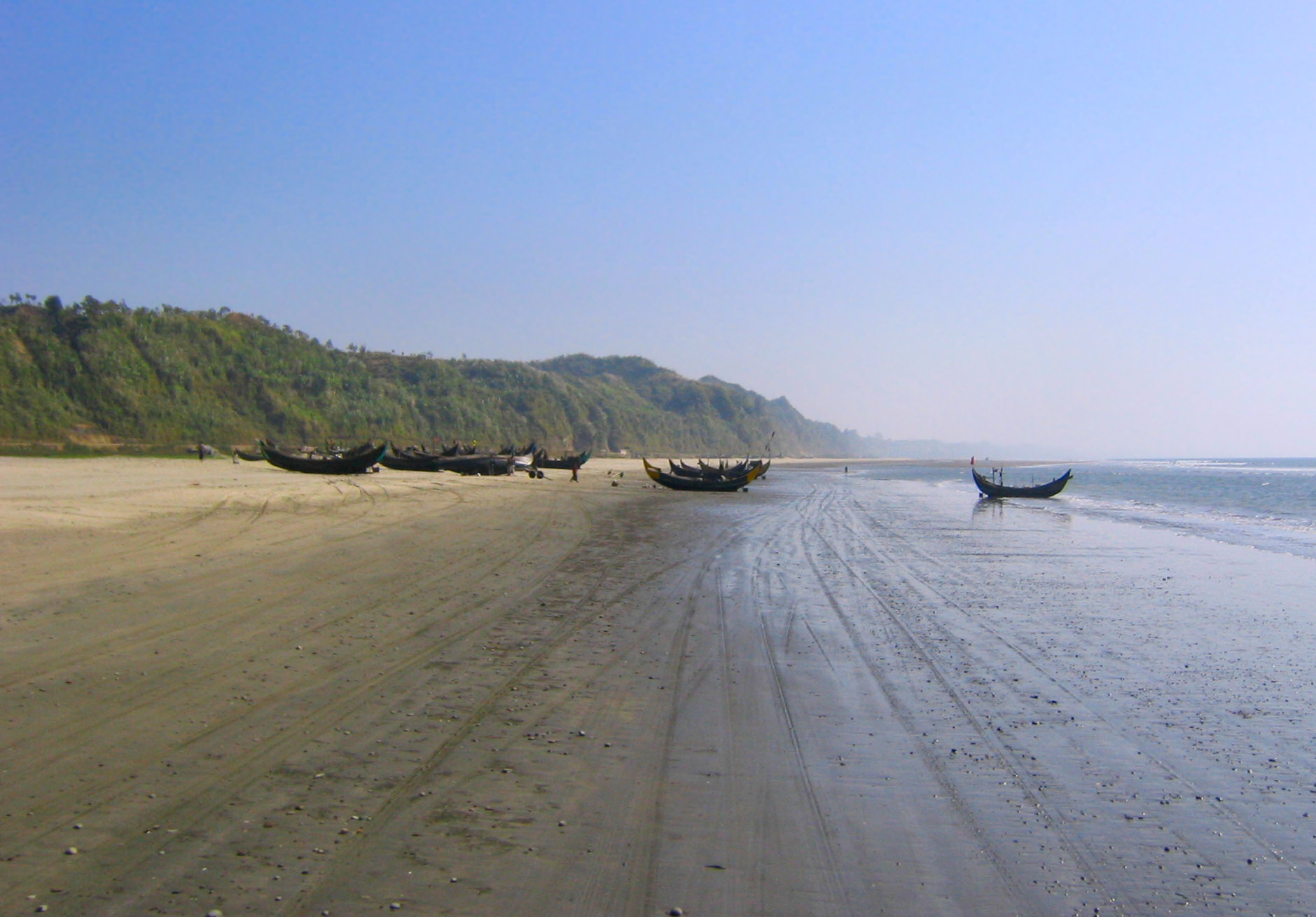
Barche sulla spiaggia di Cox's Bazar